# ألفرد أموري جورج
ألفرد أموري جورج (بالإنجليزية: Alfred Amory George)‏ هو صحفي نيوزيلندي، ولد في 20 أبريل 1854، وتوفي في 13 أكتوبر 1930.